# Пэвитт, Брюс
Брюс Пэвитт (англ. Bruce Pavitt, род. 7 марта 1959, Чикаго, США) — основатель влиятельного американского инди-лейбла Sub Pop.

## Биография
После недолгого обучения в колледже Блэкбёрн в Карлинвилле, штат Иллинойс, и последующего перевода в колледж Evergreen State в штате Вашингтон, Пэвитт основал фэнзин под названием Subterranean Pop (1980) в Олимпии, штат Вашингтон, посвящённый американским независимым рок-группам. Одна из его цитат, напечатанных в этом издании, гласит: 
Когда люди покупают пластинку, они подключаются не только к музыке, но и к ценностям и образу жизни, которые подразумевает исполнитель. Поддерживая огромные голливудские музыкальные корпорации, вы (да, вы) не только позволяете капиталистам среднего возраста диктовать, что выходит в эфир, но и продвигаете группы мачо-свиней, весь образ жизни которых вращается вокруг кокаина, сексизма, денег и ещё раз денег. 1980-е нуждаются в новом звуке, и в той же степени им нужны новые герои.
В качестве приложения к журналу было выпущено три кассетных сборника. В 1983 году Пэвитт переехал в Сиэтл и открыл музыкальный магазин «Fallout», а также стал публиковать колонку «Sub Pop U.S.A.» в андеграундной газете The Rocket. Кроме того, в тот же период он организовал специализированное шоу независимых лейблов на радиостанции KCMU. В 1986 был выпущен первый сборник под эгидой лейбла Sub Pop («terranean» было решено удалить из названия) — получивший название The Sub Pop 100. Годом позже на нём был издан мини-альбом группы Green River Dry As a Bone.